# パトリシオ・グスマン
パトリシオ・グスマン（スペイン語: Patricio Guzmán Lozanes、1941年8月11日 - ）は、チリ・サンティアゴ出身のドキュメンタリー映画監督・脚本家・撮影監督・俳優。ラテンアメリカを代表するドキュメンタリー映画監督であり、『チリの闘い』3部作や『Salvador Allende』などの作品で国際的に知られている。妻は映画プロデューサーのRenate Sachse。フランスのパリ在住。

## 経歴
1941年8月11日、サンティアゴに生まれた。幼少期には引っ越しを繰り返し、ビニャ・デル・マールに住んでいたこともある。
1950年代後半、クリス・マルケルやフレデリック・ロシフ、ルイ・マルの監督作品を見て、ドキュメンタリー映画に興味を持つ。1960年にはチリ大学演劇学校で学び、1961年には歴史学を、1962年から1965年には哲学を学んだが、経済的理由で勉学から離れた。広告業界で4年間働き、その間にはグスマン曰く「酷い出来の」短編小説と長編小説を1作ずつ著した。
やがて8ミリ映画の製作をはじめ、ドキュメンタリー映画監督のラファエル・サンチェスがグスマンの作品に興味を示した。チリ・カトリック大学で映画作りを学び、『Viva la libertad』というタイトルの10分間の短編を製作する機会を与えられた。その後は国外で勉強することを決意し、スペインのマドリードにある広告代理店で働いた後に、スペイン国立映画学校(IIEC)で学んで1969年に卒業、1970年にはスペインでの映画監督資格を得た。2年間はスペイン有数の広告代理店であるモーロ・スタジオで働いている。
1971年にチリに帰国したのち、ドキュメンタリー映画監督としての活動を開始。1972年にはサルバドール・アジェンデ政権最初の1年間を描いたドキュメンタリー映画『El primer año』を製作。実験的な映画製作を行っていたフランス人映画監督兼プロデューサーのクリス・マルケルは、アジェンデ政権に興味をもってチリを訪れると、この作品のフランス語版を製作して配給することに協力した。
1973年9月11日にアウグスト・ピノチェトがチリ・クーデターを起こすと、軍部による左翼狩りに遭って逮捕された。エスタディオ・ナシオナルで15日間の監禁生活を送ったのち、妻や友人の協力でフィルムを国外に持ち出し、同年中にキューバのハバナに亡命。その後はスペインやフランスに滞在しながらドキュメンタリー作品を撮り続けている。
亡命前にチリで製作を開始していた『チリの闘い』三部作（1975年から1979年）は、社会主義的政策を推進したアジェンデ政権の終焉を記録した。この作品はキューバ映画芸術産業庁が編集を担当し、マルケルは製作と脚本協力という形で協力している。撮影を担当したカメラマンのホルヘ・ミュラー・シルバはチリ・クーデター時に行方不明となっており、エンドロールではミュラーに献辞が捧げられている。アメリカ合衆国の『シネアスト』誌はこの作品を「世界で最も優れた10本の政治映画のうちの1本」と評価した。
1983年の『Rosa de los vientos』は第13回モスクワ国際映画祭に出品された。1987年にはチリのカトリック教会の苦悩を描いた『En nombre de Dios』を製作し、イタリア・フィレンツェのポポリ映画祭(Festival dei Popoli)で作品賞を受賞した。1992年の『La cruz del sur』はマルセイユ国際ドキュメンタリー映画祭で作品賞を受賞した。1997年の『Chile, la memoria obstinada』でもポポリ映画祭の作品賞を受賞している。1997年にはサンティアゴ国際ドキュメンタリー映画祭(FIDOCS)を設立し、同映画祭では理事長を務めている。
1998年にピノチェト元大統領がイギリス・ロンドンで逮捕されると、1999年にはピノチェトを主人公とするドキュメンタリー映画の製作を開始。2001年に公開された『El caso Pinochet』では『La cruz del sur』に続いてマルセイユ国際ドキュメンタリー映画祭の作品賞を受賞した。
2010年の『光のノスタルジア』はヨーロッパ映画賞でドキュメンタリー作品賞を受賞し、2011年の山形国際ドキュメンタリー映画祭では最優秀賞（山形市長賞）を受賞した。2013年には自身の28作品をチリ国立フィルムアーカイブに寄贈した。2015年の『真珠のボタン』は第65回ベルリン国際映画祭のコンペティション部門に出品され、脚本賞を受賞した。2015年10月の山形国際ドキュメンタリー映画祭では『真珠のボタン』が4年前に続いて最優秀賞を受賞し、『チリの闘い』が日本初上映された。同月には『真珠のボタン』と『光のノスタルジア』が岩波ホールほかで一般劇場公開された。2016年9月には『チリの闘い』3部作が岩波ホールほかで一般劇場公開された。

## 人物
現在は妻で映画プロデューサーのRenate Sachseとともにフランスのパリに在住しており、ヨーロッパとラテンアメリカでドキュメンタリー映画製作を教えている。前妻との間にアンドレア・グスマンとカミーラ・グスマンという2人の娘がおり、アンドレアやカミーラとはしばしば共同作業を行っている。

## フィルモグラフィー
- La Tortura y otras formas de diálogo (1968)
- El Paraíso ortopédico (1969)
- El primer año (1971)
- La Respuesta de octubre (1972)
- La Batalla de Chile: La insurrección de la burguesía 『チリの闘い』第1部「ブルジョワジーの叛乱」(1975)[9]
- La Batalla de Chile: El golpe de estado 『チリの闘い』第2部「クーデター」(1977)
- La Batalla de Chile: El poder popular 『チリの闘い』第3部「民衆の力」(1979)
- Rosa de los vientos (1983)
- En nombre de Dios (1987)
- La Cruz del Sur (1992)
- Pueblo en vilo (1995)
- Chile, la memoria obstinada (1997)
- La Isla de Robinson Crusoe (1999)
- Invocación (2000)
- Le Cas Pinochet (2001)
- Madrid (2002)
- Salvador Allende (2004)
- Mon Jules Verne (2005) (TV)
- Nostalgia de la luz 『光のノスタルジア（英語版）』(2010)
- El botón de nácar 『真珠のボタン（英語版）』(2015)

## 受賞
- 2015年 - 第65回ベルリン国際映画祭 - 銀熊賞 脚本賞（『真珠のボタン』）[10]